# Kavadarci
Kavadarci (makedonski: Кавадарци ) je grad od 29 188 stanovnika u središtu Republike Makedonije. Kavadarci je središte Tikveškog kraja (Tikvešijata) poznatog vinogradarskog kraja.
Sjedište je istoimene Općine Kavadarci, koja ima 38 741 stanovnika (po popisu iz 2002.).

## Povijest
Tikveška kotlina puna je arheoloških  nalaza iz antike: Helenizma, Rima i Bizanta. Kod sela Marena pronađen je spomenik iz rimskog vremena s natpisom, kod mjesta Domovica (u gradu) otkopani su grobovi, temelji zgrada i vodovodni kanali. Kod nalazišta Moklište na obali rijeke Luda Mara, nalazište je i rimskih vremena, s kamenim dijelovima zgrada.
Po dolasku Slavena u ove krajeve, tijekom VI. i VII st. propada obližnji rimski grad Stobi, a njegovu važnost preuzima mistična Dukena, koja se nalazila najvjerojatnije 2,5 km sjevernije od današnjih Kavadaraca, ispod brda Ljubeš. Ali i Dukena je ubrzo propala, i nije se više obnovila.
U XIV. st. Tikveški kraj podpao je pod vlast Otomanskog carstva. Kavadarci je malo selo u kojem stoluje beg, koji je tu podigao svoju kulu.
Dolazak željeznice u Vardarsku dolinu 1873. godine, značio je puno i za Kavadarce, tada se ubrzava razvoj mjesta, počinje raditi sajam, s dva sajmena dana (veći u srijedu i manji u petak).
Tako je 1875.  godine u turskim dokumentima zabilježeno da je tadašnje Kavadarce, gradić od 2000 stanovnika u Bitoljskom pašaluku.
1894. godine na poticaj Dame Grujeva osnovan je makedonski revolucionarni komitet VMRO-a.
19.  lipnja 1913. godine podignut je ustanak protiv srpskih snaga koje su zauzele Tiveški kraj nakon balkanskih ratova. Ubrzo su oslobođeni Kavadarci, Negotino, Vataša kao i većina sela u Tikveškom kraju, ali su se srpke okupacione snage brzo pribrale i ugušile ustanak, te pobile oko 500 ustanika. Poslije balkanskih ratova, dolazi do velikog iseljavanja muslimanskog stanovništva iz grada i okolice, većina muslimanskih stanovnika iselila se u razdoblju 1935. – 1936.  U ovom vremenu dolazi do velikog i značajnog povećanja mjesta koje postaje upravno i gospodarsko sjedište Tikveške kotline.
Zabilježeno je da je 1922. godine u gradu bilo 220 malih dućana,  155 zanatlija, 61 trgovina te 4 miješana objekta. Razvoj je nakratko prekinut za Bugarske okupacije u Prvog svjetskog rata.
Za  Drugog svjetskog rata za bugarske okupacije, desio se incident kod sela Vataša, u okolici Kavadarca, kad su Bugarske snage za odmazdu ubile grupu od 12 mladića.  Nakon rata Vataškim žrtvama podignut je spomenik u rodnom selu. Kavadarci su oslobođeni 7. rujna 1944. godine.

## Zemljopisne odlike
Grad se smjestio u središnjem dijelu Tikveške kotline na obalama rijeke Luda Mara, na nadmorskoj visini od 230-270 m. Od glavnog grada Skopja je udaljen 105 km, a od najbližeg Negotina 10 km (tu je najbliža željeznička stanica, a od  Prilepa je udaljen 51 km.

## Gospodarstvo
Glavna djelatnost u Kavadarcima je vinogradarstvo, a najpoznatija je vinarija Tikveš, danas pored nje ima i puno drugih manjih.
Feni Industries A D (rudnici i industrija nikla, čelika i antimona) najveći je poslodavac u Kavadarcima, poduzeće za otkup i preradu duhana Alliance One Macedonia AD i tvornicu metalnih proizvodaMetalex  Arhivirana inačica izvorne stranice od 12. listopada 2009. (Wayback Machine).

## Stanovništvo
Po popisu stanovništa grad iz 2002. Kavadarci imao je 28 330 stanovnika, a njihov sastav bio je sljedeći:
- Makedonci  25 730 (93,12%)
- Romi 1 951 (5,12%)
- Turci 315 (0,83%)
- Vlasi 193 (0,51%)
- Srbi 63 (0,18%)

ostali 77 (0,245%) 

## Zbratimljeni gradovi
- Pleven, Bugarska
- Gornji Milanovac, Srbija
- Ugljevik, Bosna i Hercegovina

## Znamenitosti
- Markova kula kamena je građevina u središtu Kavadarca. Podigao ju je tadašnji turski beg u XVIII st. u obrambene svrhe. To je građevina od 5 katova (visoka 20 m) s debelim zidovima visokim metar.

- Pološki manastir s crkvom Sv. Đorđa, pokraj Tikveškog jezera. Manastir je podignut negdje između XIII. i XIV. st u XVII st. crkvi dodan narteks, u XIX st. kompletno je obnovljen. Manastir je poznat po svom inventaru, po drvenoj propovjedaonici iz 1492. godine i oslikanom križu s ikonostasa iz 1584. godine. Negdje između 1599. – 1609. godine, crkva je fresko oslikana od strane igumana Save i kaluđera Partenija.[3]

- Tikveški ornitološki park prirode, nalazi se 30 km jugoistočno od grada, obuhvaća teren od 10 000 hektara. U parku živi 23 vrsta ptica grabljivica od kojih se 17 gnijezdi u ovom kraju.

- Tikveško jezero, je najveće umjetno jezero u Makedoniji. Nalazi se 12 km od grada kod sela Vozarci na Crnoj reci. Izgrađeno je 1968. godine, i dugo je 30 km. Tikveško jezero, služi kao akomulacija hidrocentrale, a vode se koriste i za umjetno navodnjavanje.

- Konopište, je neobična prirodna geomorfološka tvorevina pored rijeke Bošave.

- Arheološko nalazište - Isar, Marvinci, prema povijesnim zapisima, ostaci naselja pronađeni ovdje, kao i neki predmeti iskopani na nalazištu poput stadiona (miljokaza), iz  III st. pr. Kr., ili početka II st. pr. Kr., ukazuju da bi to mogli biti ostatci grada Dobera ili Idomene. Arheološki nalazi iskopani na ovom nalazištu protežu se od brončanog doba do kasne kasne antike. Ovaj Pajonski grad ulio je više svijetla na tu kulturu predrimskoga doba. Tu su iskopani i ostaci rimskog hrama iz 181. pr. Kr.

## Vanjske poveznice
- Službene stranice općine Kavadarci  Arhivirana inačica izvorne stranice od 28. rujna 2011. (Wayback Machine)
- Kavadarci na stranicama cybermacedonia  Arhivirana inačica izvorne stranice od 28. srpnja 2009. (Wayback Machine)
- Macedonian Cities UK  Arhivirana inačica izvorne stranice od 19. siječnja 2012. (Wayback Machine)